# زيغمونت برلينغ
الجنرال زيغمونت هينريك برلينغ (بالبولندية: Zygmunt Henryk Berling) وُلد في ليمانوفا بقيصرية بولندا في الإمبراطورية الروسية بتاريخ 22 إبريل 1896، وتوفي في مدينة قنسطنتسين-يزيورنا التابعة لمقاطعة بياسيتشينزو بمازوفيا بجمهورية بولندا الشعبية (بولندا حاليا)، شارك في معارك تحرير بولندا من خلال انتفاضة بولندا الكبرى مطلع القرن العشرين، حُكم عليه بالإعدام غيابيا خلال الحرب العرب الثانية بعد فراره من أداء الخدمة العسكرية في الجيش البولندي تحت قيادة فلاديسلاف أندرس بعدها عاد قائدا للجيش البولندي الأول أحد أفرع الجيش البولندي تحت القيادة السوفيتية، كما لعب دورا بارزا في تشكيل الحكومة البولندية بعد الحرب.

## وصلات خارجية
- زيغمونت برلينغ على موقع الموسوعة البريطانية (الإنجليزية)
- زيغمونت برلينغ على موقع مونزينجر (الألمانية)

- نبذة مختصرة عن حياة زيغمونت برلينغ وصور من فترة ما قبل الحرب (بالبولندية)
- السيرة الذاتية لزيغمونت برلينغ (بالبولندية)